# Delphyre birchi
Delphyre birchi là một loài bướm đêm thuộc phân họ Arctiinae, họ Erebidae.